# Welezo
Welezo è una circoscrizione urbana (urban ward) della Tanzania situata nel distretto di Magharibi, regione di Zanzibar Urbana-Ovest. Conta una popolazione di 13 119 abitanti (censimento 2012).